# Nordeste (freguesia)
Nordeste es una freguesia portuguesa perteneciente al municipio de Nordeste, situado en la Isla de São Miguel, Región Autónoma de Azores. Posee un área de 21,03 km² y una población total de 1383 habitantes (2001). La densidad poblacional asciende a 65,8 hab/km².
- Datos: Q4327312
- Multimedia: Nordeste (parish) / Q4327312

1. ↑  Worldpostalcodes.org,código postal n.º 9630.